# Calicium robustellum
Calicium robustellum  је крстолики лишај који се налази на дрвећу у региону Гасцоине у западној Аустралији и у Куинсланду .